# Horacio Tijanovich
Horacio Gabriel Tijanovich (Villa San Justo, 28 febbraio 1996) è un calciatore argentino, attaccante del San Martín (SJ).

## Caratteristiche tecniche
È un mediano.

## Carriera
Cresciuto nelle giovanili del Gimnasia (LP), ha esordito in prima squadra il 19 settembre 2015 in occasione del match pareggiato 1-1 contro il Tigre.

## Statistiche

### Presenze e reti nei club
Statistiche aggiornate al 23 marzo 2018.
| Stagione        | Squadra            | Campionato      | Campionato | Campionato | Coppe nazionali | Coppe nazionali | Coppe nazionali | Coppe continentali | Coppe continentali | Coppe continentali | Altre coppe | Altre coppe | Altre coppe | Totale | Totale | Totale |
| Stagione        | Squadra            | Comp            | Pres       | Reti       | Comp            | Pres            | Reti            | Comp               | Pres               | Reti               | Comp        | Pres        | Reti        | Pres   | Reti 0 |        |
| --------------- | ------------------ | --------------- | ---------- | ---------- | --------------- | --------------- | --------------- | ------------------ | ------------------ | ------------------ | ----------- | ----------- | ----------- | ------ | ------ | ------ |
| 2015            | Gimnasia (LP)      | PD              | 2          | 0          | CA              | 0               | 0               |                    | -                  | -                  |             | -           | -           | 2      | 0      |        |
| 2016            | Gimnasia (LP)      | PD              | 0          | 0          | CA              | 0               | 0               |                    | -                  | -                  |             | -           | -           | 0      | 0      |        |
| 2016-2017       | Agropecuario       | TA              | 31         | 8          | CA              | 0               | 0               |                    | -                  | -                  |             | -           | -           | 31     | 8      |        |
| 2017-2018       | Defensa y Justicia | PD              | 8          | 0          | CA              | 0               | 0               | CS                 | 1                  | 0                  |             | -           | -           | 9      | 0      |        |
| Totale carriera | Totale carriera    | Totale carriera | 41         | 8          |                 | 0               | 0               |                    | 1                  | 0                  |             | -           | -           | 42     | 8      |        |